# William Baffin
William Baffin (* um 1584 wahrscheinlich in London, England; † 23. Januar 1622 auf Hormus/Persischer Golf) war ein englischer Seefahrer und Entdecker. Nach ihm ist die Baffin Bay zwischen Westgrönland und dem Kanadisch-arktischen Archipel benannt, die er ab 1615 als Erster detailliert beschrieben und kartographiert hatte. Im 19. Jahrhundert bezeichnete der Polarforscher William Edward Parry die fünftgrößte Insel der Welt als Baffininsel nach ihm.

## Leben
Baffin könnte 1584 in London geboren worden sein, aber über seine jungen Jahre gibt es kaum gesicherte Informationen. Er trat zum ersten Mal 1612 als Steuermann bei James Halls Expedition an die Westküste Grönlands in Erscheinung. Zu dieser verfasste er den offiziellen Bericht, der neben Informationen über die Kompassabweichung auch umfangreiche Berechnungen zur Bestimmung des Längengrads im Gebiet Westgrönlands auf der Basis des Mondzenits enthält. Darüber hinaus beschrieb er Begegnungen mit den Inuit und insbesondere Halls tragisches Ende, der von einem Eingeborenen getötet wurde.
1613 und 1614 fungierte Baffin als Steuermann auf zwei Expeditionen nach Spitzbergen, die von der Moskowitischen Compagnie organisiert wurden und mit der Suche nach Walfanggründen vorwiegend wirtschaftlichen Interessen dienten.

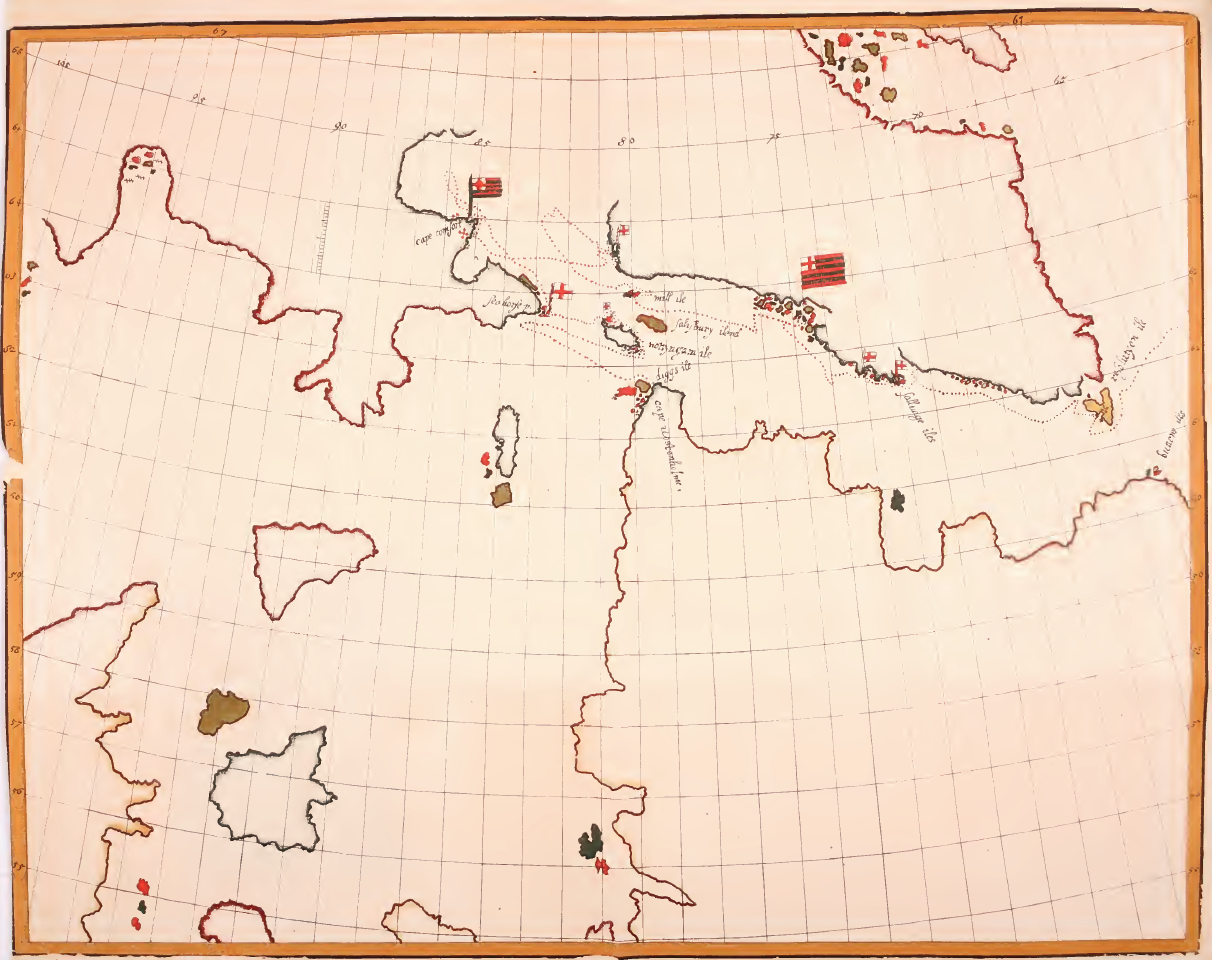
Baffins Karte der Reise von 1615 durch die Hudsonstraße

1615 nahm er an der ersten von zwei Expedition unter der Führung von Robert Bylot zur Suche nach der Nordwestpassage teil, die von der Muscovy Company finanziert wurde. Bei der ersten Expedition wurde die Hudsonstraße und Southampton Island genauer erkundet. Während der Expedition führte Baffin die erste überlieferte Bestimmung des Längengrads auf einem Schiff durch. Im Bericht über die Expedition vertrat Baffin die Meinung, nicht in der Hudson Bay weiter nach einer möglichen Passage zu suchen, sondern weiter nördlich angesetzt werden sollte.

### Entdeckung der Baffin Bay
Das Meer westlich von Grönland war erstmals etwa 30 Jahre zuvor durch John Davis erkundet worden, nach dem die Davisstraße benannt wurde. Baffins Plan war es nun, weiter in nördlicher Richtung vorzudringen. Die zweite Expedition im Auftrag der Nord West Company stach am 26. März 1616 an Bord der Discovery und 17 Mann Besatzung vom englischen Gravesend aus in See. Die Fahrt über den Atlantik verlief ohne Vorkommnisse, und am 14. Mai wurde vor Maniitsoq Land gesichtet. Sechs Tage später ankerte die Discovery an der Nordspitze der Diskoinsel. Am 30. Mai passierten sie den Berg Sandersons Hope, bei dem Davis im Jahr 1587 umgekehrt war. Auf Women’s Island in der Nähe des heutigen Upernavik traf die Expedition auf Inuit. Ab dem 12. Juni wartete man bei 73° 45' N ein weiteres Schmelzen des Packeises ab und konnte sechs Tage später die Reise fortsetzen. Am 20. Juni entdeckte man den Smithsund und erreichte mit 78° N den nördlichsten Punkt der Expedition. Am 10. und 12. Juli entdeckte die Gruppe den Jones- und den Lancastersund. Wie William Edward Parry 1819 nachwies, war der Lancastersund tatsächlich der Eingang zur Nordwestpassage, die Expedition widmete sich jedoch keiner weiteren Erkundung und suchte stattdessen auf südlichem Kurs nach weiteren Abflüssen. Als keine weiteren Entdeckungen gemacht werden konnten und sich Skorbut unter der Mannschaft ausbreitete, entschloss man sich zur Rückfahrt. Nach einem weiteren Zwischenstopp bei Maniitsoq, bei dem die Ausbreitung des Skorbuts mittels in Bier aufgekochter Löffelkräuter („scurvy grass“) bekämpft wurde, erreichte man am 30. August Dover.

### Dienst für die Ostindien-Kompanie
Nachdem die Entdeckung der Nordwestpassage auf westlicher Route gescheitert war, beschäftigte sich Baffin in den folgenden Jahren mit der Idee, diesen Weg in östlicher Richtung zu finden. Am 4. Februar 1617 segelte er als Master’s Mate an Bord der Anne Royal in einer Flotte unter dem Kommando von Martin Pring in den Pazifik. Die Expedition wurde von der Ostindien-Kompanie finanziert und erreichte im September Surat in Indien. Dort wurde die Anne Royal aus dem Flottenverband herausgelöst und fuhr Häfen im Roten Meer und im Persischen Golf an. Währenddessen fertigte Baffin Karten des Gebiets an. Im September 1619 wurde das Schiff nach England zurückbeordert.
Im folgenden März stach Baffin erneut für die Ostindien-Kompanie in See, diesmal an Bord des Flaggschiffs einer Flotte unter Andrew Shilling, dem ehemaligen Kapitän der Anne Royal. Im Golf von Oman wurde die Flotte jedoch in eine Schlacht mit portugiesischen und niederländischen Schiffen verwickelt, während Shilling getötet wurde. Ab Januar 1622 nahm die Flotte an einer Belagerung der portugiesischen Festung auf Hormus teil. Am 23. Januar wurde Baffin an Land geschickt, um die Höhe der Festungsmauern zu bestimmen. Dabei wurde er von einer Kugel in den Bauch getroffen und erlag noch an Ort und Stelle der Verletzung.

## Erbe und Bedeutung
Seine Ehefrau verklagte nach seinem Tod die Ostindien-Kompanie und erhielt nach drei Jahren eine Entschädigung von 500 Pfund zugesprochen. 1625 wurden Teile seines Tagebuches veröffentlicht. Baffins Entdeckungen gerieten über 200 Jahre lang in Vergessenheit. Der Pastor Samuel Purchas, der die Veröffentlichung von Baffins Dokumenten übernahm, ließ die Karten und Berechnungstabellen weg, da deren Druck damals schwierig und kostspielig war. Erst John Ross erkundete 1818 erneut das Meer vor Westgrönland und bestätigte die Angaben Baffins. Edward Augustus Inglefield überquerte 1852 den nördlichsten Punkt der Expedition von 1616 bei Smithsund. Die erste vollständige Durchquerung der Nordwestpassage durch den Lancastersund gelang jedoch erst Roald Amundsen 1906. Neben der Baffin Bay wurde später auch die große Baffininsel durch den englischen Offizier und Polarforscher William Edward Parry im 19. Jahrhundert nach ihm benannt, die zum kanadisch-arktischen Archipel gehört. Auch Parry konnte nach gut zweihundert Jahren bestätigen, dass Baffins Beobachtungen und Beschreibungen weitgehend richtig gewesen waren.
Am 19. September 1972 ehrte die kanadische Regierung, vertreten durch den für das Historic Sites and Monuments Board of Canada zuständigen Minister, Baffin und erklärte ihn zu einer „Person von nationaler historischer Bedeutung“.